# Duluth (Minnesota)
Duluth je město v okrese St. Louis County ve státě Minnesota ve Spojených státech amerických.
K roku 2010 zde žilo 86 265 obyvatel. S celkovou rozlohou 226,44 km² byla hustota zalidnění 380,96 obyvatel na km².
Narodili se zde například písničkář Bob Dylan nebo hokejista Phil Verchota.